# Teppei Uchida
Teppei Uchida (japanisch 内田 哲兵 Uchida Teppei; * 22. Mai 1975 in der Präfektur Osaka) ist ein ehemaliger japanischer Fußballspieler.

## Karriere
Uchida erlernte das Fußballspielen in der Schulmannschaft der Osaka Sangyo University High School. Seinen ersten Vertrag unterschrieb er 2001 bei den Ventforet Kofu. Der Verein spielte in der zweithöchsten Liga des Landes, der J2 League. Ende 2001 beendete er seine Karriere als Fußballspieler.